# Giuseppe Bernardi
Giuseppe Bernardi, llamado el Torettino (o G. Toretto, Toretti), fue un escultor y tallista italiano; nacido el 24 de marzo de 1694 en Pagnano y fallecido el 22 de febrero de 1773 en Venencia.

## Datos biográficos
Hijo de Sebastiano y de Cecilia Torretto, hermana del escultor Giuseppe Torretto, heredó de su tío el estudio de Pagnano, en el que se formó Antonio Canova, que seguramente aprendió la sutileza del claroscuro del siglo XVIII  típica del arte de Bernardi. Visto el talento del  alumno, Bernardi-Torretto accede a llevarlo con él a su nuevo estudio en Venecia. Este último fue heredado posteriormente por su sobrino Giovanni Ferrari.

## Obras
Obras suyas son las estatuas del parque de la Villa Manin de Passariano (Udine) y del Prato della Valle en Padua.